# ناهومی مارتینز
ناهومی مارتینز (انگلیسی: Nahomi Martínez؛ زادهٔ ۵ آوریل ۱۹۹۷) بازیکن فوتبال اهل پرو است.
وی همچنین در تیم ملی فوتبال زنان پرو بازی کرده‌است.